# Margaretta
Genre
Synonymes
- Onchopora Busk, 1855[2]
- Tubucellaria d'Orbigny, 1852[2]

Margaretta est un genre de bryozoaires de la famille des Margarettidae.

## Liste d'espèces
Selon World Register of Marine Species (25 novembre 2020) :
- Margaretta amitabhae Di Martino & Taylor, 2015 †
- Margaretta amplipora Sonar & Gaikwad, 2016 †
- Margaretta aquitanica Canu, 1918 †
- Margaretta barbata (Lamarck, 1816)
- Margaretta bipartita (Reuss, 1869) †
- Margaretta buski Harmer, 1957
- Margaretta cereoides (Ellis & Solander, 1786)
- Margaretta chuakensis (Waters, 1907)
- Margaretta coeca (Ortmann, 1890)
- Margaretta congesta (Cheetham, 1963) †
- Margaretta fallax (Canu & Bassler, 1920) †
- Margaretta filiformis (Canu & Bassler, 1929)
- Margaretta fusiformis Guha & Gopikrishna, 2007
- Margaretta gracilior (Ortmann, 1892)
- Margaretta gracilis (Canu & Bassler, 1929)
- Margaretta guhai Sonar & Gaikwad, 2016 †
- Margaretta hariparensis Sonar & Gaikwad, 2016 †
- Margaretta levinseni (Canu & Bassler, 1930)
- Margaretta longicollis Tilbrook, 2006
- Margaretta nodifera (Canu & Bassler, 1920) †
- Margaretta opuntioides (Pallas, 1766)
- Margaretta parviporosa (Canu & Bassler, 1920) †
- Margaretta pentaceratops Di Martino, Taylor & Portell, 2017 †
- Margaretta punctata (Tenison Woods, 1880) †
- Margaretta rajui Guha & Gopikrishna, 2007 †
- Margaretta tenuis Harmer, 1957
- Margaretta triplex Harmer, 1957
- Margaretta turgida (Terawi & Srivastava, 1967) †
- Margaretta vicksburgica (Canu & Bassler, 1920) †
- Margaretta watersi (Canu & Bassler, 1930)